# Бобровский (Ханты-Мансийский район)
Бобровский — посёлок в Ханты-Мансийском районе Ханты-Мансийского автономного округа — Югры. Входит в состав сельского поселения Горноправдинск.

## Описание
Расположен в 5 км от южной границы округа на правом берегу Иртыша при впадении в неё Бобровки, в 10 км к югу от Горноправдинска. Имеется подъездная дорога от автодороги Ханты-Мансийск — Р404.
Население на 1 января 2017 года составляло 464 человека.
Старейшее предприятие ХМАО находится в поселке Бобровский — Бобровское лесозаготовительное предприятие — в настоящий момент, Бобровская лесозаготовительная компания — ООО БЛЗК 
Почтовый индекс — 628521, код ОКАТО — 71129906002.
Климат резко континентальный, зима суровая, с сильными ветрами и метелями, продолжающаяся семь месяцев. Лето относительно тёплое, быстротечное.

## Население
| 2010 |
| ---- |
| 459  |